# Литература в Рунете
Публикации в сети Интернет литературных произведений и их суррогатов породили новый термин «сетература». Сетература внесла новое в понятие литературы в её «бумажной» версии. Сетевой текст может быть оцифрован с бумажного оригинала, а может быть написан сразу в цифровом виде, в нём может использоваться гипертекст (см. статью «Цифровая литература»). Многие читатели знакомятся с текстами разных авторов непосредственно с экрана своего монитора, планшета, телефона. В повсеместное использование вошли электронные книги. К старым форматам, таким как pdf и djvu, добавляются новые, более продвинутые, разработанные специально для использования на компактных устройствах, например, fb2. Одним из достоинств данного формата является удобная навигация, реализованная посредством гипертекста.
Антрополог Н. Конрадова в книге «Археология русского интернета» (2022) сообщает, что в СССР было создано много машинных текстов в целях самиздата, прежде всего литературы, они распространялись на магнитных носителях, и когда начал распространяться Интернет в России, эти тексты составили основу контента зарождающегося Рунета. Запрещённый в СССР самиздат уже в 1970-х годах начал набираться и печататься на советских компьютерах. Русскоязычные пользователи компьютерных сетей продемонстрировали особый интерес к литературе ещё в ФИДО.
Первая библиотека в русскоязычном Интернете (библиотека Е. Пескина) появилась уже в 1992 году (как FTP-сервер). Наибольшую популярность затем обрела стартовавшая в 1994 году Библиотека Максима Мошкова. В 2020 году Мошков «за заслуги в становлении и развитии российского сегмента информационно-телекоммуникационной сети „Интернет“» получил медаль ордена «За заслуги перед Отечеством» II степени.
Люди, изучающие Рунет, отмечают, что русскоязычный интернет прошёл особый путь развития, отличающийся от других языковых интернет-культур. В первую очередь повлияла большая площадь территории СССР, из-за чего развитие сетей цифровой связи оказалось не похоже на развитие таких сетей, например, в сравнительно небольшой Европе. Большое влияние оказала уникальная социальная обстановка в советской науке, которая послужила средой распространения цифровых сетевых идей. В то время как в странах Запада ранний интернет интересовал людей коммерческими возможностями, бывшие жители СССР прежде всего проявили интерес к литературе и публицистике, исследователи называют это «литературоцентричностью» Рунета.
Начинающие и известные авторы могут публиковать свои произведения и обсуждать их на специализированных литературных порталах. Среди широко известных сайтов для самопубликации следует отметить сайты Проза.ру и Стихи.ру, Поэзия.ру, а также журнал «Самиздат» (филиал Библиотеки Мошкова). Стоит отметить свойство таких ресурсов со временем устаревать; многие из них теряют актуальность в связи с активным оттоком аудитории в социальные сети и неспособностью конкурировать с более динамичными площадками на современных программных платформах, как это случилось с ранее известными сайтами Свисток.ру и «ЛитО „Точка зрения“». В качестве примера новых, активно использующих социальную функциональность площадок, можно назвать «Мастерскую писателей» и литературный портал ЛитКульт.
В связи с усилившейся конкуренцией между ресурсами, предлагающими возможность свободной публикации, все чаще встречаются попытки использовать в рамках интернет-изданий опыт бумажной периодики, так называемых «толстых» журналов. Появляется редакторский отбор произведений, чаще делается акцент на их качество, а не массовость аудитории. Некоторые ресурсы эволюционируют до выпуска собственных журналов в форматах pdf и fb2.

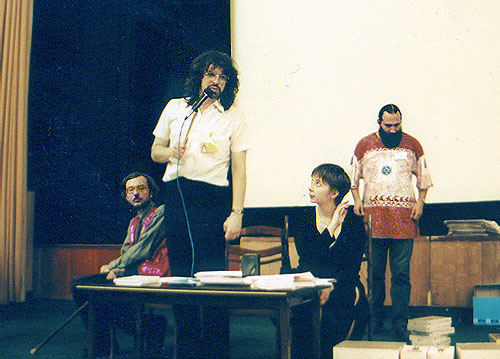
Вадим Гущин, Дмитрий Кузьмин, Настик Грызунова и Баян Ширянов в 1998 году на церемонии награждения первого в Рунете русскоязычного сетевого литературного конкурса «Тенёта»

Вместе с тем наблюдается и встречный процесс: классическая журнальная периодика, теряя тиражи и государственное финансирование, активнее устремляется в интернет. Вместо попыток реализации электронных версий журналов с собственных сайтов все большее количество изданий бесплатно выкладывает подшивки на специальных сервисах-агрегаторах, наиболее значимым из которых на сегодня является Журнальный зал, число просмотров которого за 2014 год превысило миллион, что позволяет говорить об уменьшающемся разрыве между численностью аудитории изначально сетевых изданий и аудитории «толстых» журналов. Проект «Журнальный зал» был заморожен в 2018 году и возобновлён в 2019 году. Он является одним из побочных проектов «Русского журнала», с ним также был аффилирован такой проект как «Сетевая словесность» — «сетевой литературный журнал, электронная библиотека и лаборатория сетературных исследований».
Среди значимых литературных сообществ, сформированных в интернет-среде и могущих претендовать на наличие собственной школы, следует указать сообщество «Полутона». В «цеховом» конкурсе интернет-деятелей РОТОР есть номинация «Литературный сайт года». Старейший литературный конкурс Рунета — «Тенёта», впервые прошедший в 1994 году. Он сыграл важную роль в формировании русскоязычной литературной интернет-среды. В его работе принимали участие известные советские литераторы Александр Житинский и Борис Стругацкий. Стругацкий был членом жюри кокурса 1998 года и по итогам работы заявил, что уровень просмотренных им конкурсных произведений «профессиональный (неотличимый от среднего уровня типичного современного журнала)», оценив его выше возглавляемого им писательского семинара. Впрочем, он также полагал, что «какого-то особенного будущего у сетевой литературы, разумеется, нет и быть не может по определению».
Известными деятелями ранних этапов становления русскоязычной интернет-литературы считаются Александр Житинский, Алексей Андреев, Роман Лейбов, Сергей Лукьяненко, Сергей Кузнецов, Дмитриий Кузьмин, Дмитрий Гайдук, Леонид Каганов, Линор Горалик, Баян Ширянов, Вера Полозкова и другие. Роман Лейбов — соавтор первого в Рунете «гипертекстового интерактивного романа» «РОМАН», созданного в 1995 году и из-за несовершенства компьютерной русификации того времени написанного транслитом. Сергей Лукьяненко известен своей сетевой литературной активностью ещё с ФИДО и в своём творчестве он прибегал к подсказкам сетевой аудитории. Этим же занимался и романист-футуролог Алексей Андреев, также известный как популяризатор в Рунете стихотворного жанра хайку (этот процесс поддерживал и проект Лейбова 1997 года «Сад расходящихся хокку»). Знаковую роль в конце 1990-х годов в Рунете сыграл ранний литературный проект «Буриме на Куличках» (автор Дмитрий Манин), где посетителям предлагалось писать стихи на заданные рифмы. Другой ранний литературный проект в 2000 году вела Линор Горалик на сайте «Русского журнала»: он назывался «E2-e8, или Игра в интертекст». «По шахматной доске вместо фигур передвигались литературные произведения; задачей участников игры было построить как можно более короткую цепочку из явных, неявных, сознательных, случайных и самых безумных аллюзий и интертекстуальных отсылок, которые бы связывали, на первый взгляд, совершенно не связанные друг с другом тексты». За достижения в игре участники получали призовые очки, называемые «пирожками» (от фразеологизма «возьми с полки пирожок»). Традиции игры в буриме продолжили проекты «Сонетник» и «Пекарня лимериков».
Этот период описан, в числе прочего, в документальной книге ещё одного аналогичного деятеля — писателя Сергея Кузнецова «Ощупывая слона. Заметки по истории русского Интернета». Он отмечает:
Когда Рунет только возник, он был литературоцентричной средой: возможно, потому, что в середине девяностых картинки грузились слишком медленно. Не случайно одним из первых консолидирующих проектов русского Интернета стал конкурс «Тенета», а среди авторов первых номеров Zhurnal.ru филологов и писателей — едва ли не больше, чем программистов и математиков, составлявших тогда значительную часть русских сетян.
Отдельное внимание Кузнецов уделяет судебному процессу «программист Чернов против писателя Сорокина» — первому в Рунете «громкому делу» о компьютерном пиратстве литературных произведений.
Массовое народное интернет-стихотворчество позже в XXI веке продолжилось, в числе прочего, в виде отдельного жанра «стишки-пирожки», носящего выраженный сетевой и массовый характер (к «пирожкам» Горалик отношения не имеющего). Современные социальные сети и видеохостинги нередко выступают как площадки для раскрутки «народных» стихотворцев, однако это зачастую тесно связано с музыкальным творчеством, когда стихи становятся основой для песен и выходят за пределы литературы. В качестве примера можно назвать завоевавшую заметную популярность Лизу Монеточку, которая использовала примитивную музыку в первую очередь для того чтобы донести до аудитории своё словесное творчество.
В 2008 году Алексей Андреев издал книгу мемуаров «Худловары», в которой описывает свой опыт участия в литературных процессах в Рунете.
В 2022 году Михаил Визель издал биографическую книгу об Антоне Носике «Создатель», в которой содержится много информации о них же.